# Danh sách quốc gia theo mật độ dân số

Mật độ dân số theo các nước, năm 2019

Danh sách các nước theo mật độ dân số tính theo số dân cư trú/km². Danh sách này bao gồm các quốc gia và các vùng lãnh thổ độc lập tự trị được công nhận bởi Liên Hợp Quốc. Các số liệu ở bảng sau được dựa trên diện tích bề mặt bao gồm cả các sông, hồ.
| Thứ tự | Quốc gia (hoặc vùng lãnh thổ)                    | Diện tích (km²)                                                                  | Diện tích (mi²) | Dân số        | Mật độ (người/km²) | Mật độ (người/mi²) | Ngày                                                                   | Ghi chú                                                                              |
| ------ | ------------------------------------------------ | -------------------------------------------------------------------------------- | --------------- | ------------- | ------------------ | ------------------ | ---------------------------------------------------------------------- | ------------------------------------------------------------------------------------ |
|        | Toàn thế giới (tính riêng đất liền, trừ Nam Cực) | 134.940.000                                                                      | 52.100.000      | 8.205.070.000 | 61                 | 158                | tháng 5 17, 2025                                                       | USCB's world ngườiulation clock                                                      |
|        | Toàn thế giới (tính riêng đất liền)              | 148.940.000                                                                      | 57.510.000      | 8.205.070.000 | 55                 | 142                | tháng 5 17, 2025                                                       | USCB's World ngườiulation clock                                                      |
|        | Toàn thế giới                                    | 510.072.000                                                                      | 196.940.000     | 8.205.070.000 | 16                 | 41                 | tháng 5 17, 2025                                                       | USCB's World ngườiulation clock                                                      |
| 1      | Ma Cao (Trung Quốc)                              | 29                                                                               | 11              | 614,500       | 21.190             | 54.882             | ngày 31 tháng 3 năm 2014                                               | Official quarterly estimate                                                          |
| 2      | Monaco                                           | 2                                                                                | 1               | 36,950        | 18.475             | 47.850             | ngày 31 tháng 12 năm 2013                                              | Official estimate                                                                    |
| 3      | Singapore                                        | 718                                                                              | 277             | 6,569,700     | 9.150              | 23.698             | ngày 1 tháng 7 năm 2014                                                | Official estimate Lưu trữ ngày 29 tháng 11 năm 2015 tại Wayback Machine              |
| 4      | Hồng Kông (Trung Quốc)                           | 1,104                                                                            | 0               | 7,234,800     | 6.571              | 17.019             | ngày 1 tháng 7 năm 2014                                                | Official estimateLưu trữ ngày 9 tháng 6 năm 2007 tại Wayback Machine                 |
| 5      | Gibraltar (UK)                                   | 7                                                                                | 3               | 29,752        | 4.250              | 11.007             | 2011                                                                   | Official estimate Lưu trữ ngày 28 tháng 9 năm 2018 tại Wayback Machine               |
| 6      | Thành Vatican                                    | 0,44                                                                             | 0,17            | 800           | 1.818              | 4.709              | 2012                                                                   | Official estimate Lưu trữ ngày 2 tháng 2 năm 2017 tại Wayback Machine                |
| 7      | Bahrain                                          | 757                                                                              | 292             | 1,234,571     | 1.631              | 4.224              | ngày 27 tháng 4 năm 2010                                               | Final 2010 census result Lưu trữ ngày 2 tháng 5 năm 2013 tại Wayback Machine         |
| 8      | Malta                                            | 315                                                                              | 122             | 416,055       | 1.321              | 3.421              | ngày 20 tháng 11 năm 2011                                              | Preliminary 2011 census result Lưu trữ ngày 13 tháng 11 năm 2013 tại Wayback Machine |
| 9      | Bermuda (UK)                                     | 53                                                                               | 20              | 64,237        | 1.212              | 3.139              | ngày 20 tháng 5 năm 2010                                               | Final 2010 census result Lưu trữ ngày 20 tháng 5 năm 2013 tại Wayback Machine        |
| 10     | Bangladesh                                       | 143.998                                                                          | 55.598          | 178.898.166   | 1.242              | 3.218              | tháng 5 17, 2025                                                       | Official ngườiulation clock Lưu trữ ngày 4 tháng 9 năm 2011 tại Wayback Machine      |
| 11     | Sint Maarten (Kingdom of the Netherlands)        | 34                                                                               | 13              | 37,429        | 1.101              | 2.852              | ngày 1 tháng 1 năm 2010                                                | Official estimate                                                                    |
| 12     | Maldives                                         | 298                                                                              | 115             | 317,280       | 1.065              | 2.758              | 2010                                                                   | Official estimate Lưu trữ ngày 3 tháng 3 năm 2016 tại Wayback Machine                |
| 13     | Jersey (UK)                                      | 116                                                                              | 45              | 97,857        | 844                | 2.186              | ngày 27 tháng 3 năm 2011                                               | 2011 census result Lưu trữ ngày 18 tháng 9 năm 2012 tại Wayback Machine              |
| 14     | Guernsey (UK)                                    | 78                                                                               | 30              | 62,431        | 800                | 2.072              | ngày 31 tháng 3 năm 2010                                               | Official estimate                                                                    |
| 15     | Palestine                                        | 6,020                                                                            | 2               | 4,550,368     | 756                | 1.958              | 2014                                                                   | Official estimate                                                                    |
| 16     | Saint-Martin (Pháp)                              | 54                                                                               | 21              | 36,979        | 685                | 1.774              | ngày 1 tháng 1 năm 2010                                                | Official estimate                                                                    |
| 17     | Đài Loan                                         | 36,191                                                                           | 14              | 23,410,280    | 647                | 1.676              | ngày 30 tháng 9 năm 2014                                               | Monthly official estimate                                                            |
| 18     | Barbados                                         | 430                                                                              | 166             | 274,200       | 638                | 1.652              | ngày 1 tháng 7 năm 2010                                                | Official estimate                                                                    |
| 19     | Mauritius                                        | 2,040                                                                            | 1               | 1,259,838     | 618                | 1.601              | ngày 31 tháng 12 năm 2013                                              | Official estimate Lưu trữ ngày 25 tháng 9 năm 2015 tại Wayback Machine               |
| 20     | Mayotte (Pháp)                                   | 374                                                                              | 144             | 212,600       | 568                | 1.471              | ngày 21 tháng 8 năm 2012                                               | 2012 census result                                                                   |
| 21     | San Marino                                       | 61                                                                               | 24              | 32,382        | 531                | 1.375              | ngày 31 tháng 5 năm 2013                                               | Monthly official estimate Lưu trữ ngày 28 tháng 12 năm 2012 tại Wayback Machine      |
| 22     | Aruba (Vương quốc Hà Lan)                        | 193                                                                              | 75              | 101,484       | 526                | 1.362              | ngày 29 tháng 9 năm 2010                                               | 2010 census result Lưu trữ ngày 13 tháng 11 năm 2012 tại Wayback Machine             |
| 23     | Hàn Quốc                                         | 100,210                                                                          | 39              | 51,844,834    | 503                | 1.303              | 2022                                                                   | Official estimate Lưu trữ ngày 10 tháng 11 năm 2013 tại Wayback Machine              |
| 24     | Liban                                            | 10,452                                                                           | 4               | 4,966,000     | 487                | 1.261              | ngày 1 tháng 7 năm 2014                                                | UN projection                                                                        |
| 25     | Nauru                                            | 21                                                                               | 8               | 10,084        | 480                | 1.243              | ngày 30 tháng 10 năm 2011                                              | 2011 census result                                                                   |
| 26     | Tuvalu                                           | 26                                                                               | 10              | 11,323        | 436                | 1.129              | ngày 1 tháng 7 năm 2013                                                | Official estimate                                                                    |
| 27     | Saint-Barthélemy (Pháp)                          | 21                                                                               | 8               | 8,938         | 426                | 1.103              | ngày 1 tháng 1 năm 2010                                                | Official estimate                                                                    |
| 28     | Rwanda                                           | 25,314                                                                           | 10              | 10,537,222    | 416                | 1.077              | ngày 15 tháng 8 năm 2012                                               | Preliminary 2012 census result Lưu trữ ngày 19 tháng 10 năm 2013 tại Wayback Machine |
| 29     | Puerto Rico (Hoa Kỳ)                             | 8,868                                                                            | 3               | 3,667,084     | 414                | 1.072              | ngày 1 tháng 7 năm 2012                                                | Official estimate                                                                    |
| 30     | Netherlands                                      | 41.526                                                                           | 16.033          | 18.105.881    | 436                | 1.129              | tháng 5 17, 2025                                                       | Official ngườiulation clock                                                          |
| 31     | Haiti                                            | 27,065                                                                           | 10              | 10,745,665    | 397                | 1.028              | 2014                                                                   | Official projection Lưu trữ ngày 19 tháng 2 năm 2015 tại Wayback Machine             |
| 32     | Comoros                                          | 1,861                                                                            | 1               | 724,300       | 389                | 1.008              | ngày 1 tháng 7 năm 2012                                                | Official estimate                                                                    |
| 33     | India                                            | 3.287.240                                                                        | 1.269.211       | 1.435.861.597 | 437                | 1.131              | tháng 5 17, 2025                                                       | India ngườiulation clock Lưu trữ ngày 24 tháng 9 năm 2015 tại Wayback Machine        |
| 34     | Israel                                           | 22.072                                                                           | 8.522           | 10.030.020    | 454                | 1.177              | tháng 5 17, 2025                                                       | Official ngườiulation clock Lưu trữ ngày 15 tháng 9 năm 2018 tại Wayback Machine     |
| 35     | Bỉ                                               | 30,528                                                                           | 12              | 11,237,963    | 368                | 953                | ngày 1 tháng 12 năm 2014                                               | Monthly official estimate Lưu trữ ngày 11 tháng 11 năm 2014 tại Wayback Machine      |
| 36     | Martinique (Pháp)                                | 1,128                                                                            | 0               | 394,173       | 349                | 904                | ngày 1 tháng 1 năm 2010                                                | Official estimate                                                                    |
| 37     | Burundi                                          | 27,816                                                                           | 11              | 9,530,434     | 343                | 888                | ngày 1 tháng 7 năm 2014                                                | Official annual projection Lưu trữ ngày 3 tháng 4 năm 2019 tại Wayback Machine       |
| 38     | Curaçao (Vương quốc Hà Lan                       | 444                                                                              | 171             | 150,563       | 339                | 878                | ngày 26 tháng 3 năm 2011                                               | 2011 census result                                                                   |
| 39     | Philippines                                      | 300.000                                                                          | 115.831         | 116.686.658   | 389                | 1.007              | tháng 5 17, 2025                                                       | Official ngườiulation clock Lưu trữ ngày 3 tháng 4 năm 2019 tại Wayback Machine\|-   |
| 40     | Nhật Bản                                         | 377,915                                                                          | 146             | 124,214,766   | 336                | 870                | 2022                                                                   | Monthly official estimate                                                            |
| 41     | Réunion (Pháp)                                   | 2,512                                                                            | 1               | 821,136       | 327                | 847                | ngày 1 tháng 1 năm 2010                                                | Official estimate                                                                    |
| 42     | Quần đảo Marshall                                | 181                                                                              | 70              | 56,086        | 310                | 803                | ngày 1 tháng 7 năm 2013                                                | Official estimate                                                                    |
| 43     | Sri Lanka                                        | 65,610                                                                           | 25              | 20,277,597    | 309                | 800                | ngày 21 tháng 3 năm 2012                                               | Preliminary 2012 census result Lưu trữ ngày 6 tháng 12 năm 2013 tại Wayback Machine  |
| 44     | Quần đảo Virgin (Mỹ) (Hoa Kỳ)                    | 352                                                                              | 136             | 106,405       | 302                | 782                | ngày 1 tháng 4 năm 2010                                                | Final 2010 census result                                                             |
| 45     | El Salvador                                      | 21,040                                                                           | 8               | 6,340,000     | 301                | 780                | ngày 1 tháng 7 năm 2013                                                | UN estimate                                                                          |
| 46     | Grenada                                          | 344                                                                              | 133             | 103,328       | 300                | 777                | ngày 12 tháng 5 năm 2011                                               | 2011 census result Lưu trữ ngày 14 tháng 6 năm 2012 tại Wayback Machine              |
| 47     | Guam (Hoa Kỳ)                                    | 541                                                                              | 209             | 159,358       | 295                | 764                | ngày 1 tháng 4 năm 2010                                                | Final 2010 census result                                                             |
| 48     | Samoa thuộc Mỹ (Hoa Kỳ)                          | 197                                                                              | 76              | 55,519        | 282                | 730                | ngày 1 tháng 4 năm 2010                                                | Final 2010 census result                                                             |
| 49     | Việt Nam                                         | 331,212                                                                          | 127,896         | 101,338,377   | 327                |                    | ngày 19 tháng1 năm 2025                                                |                                                                                      |
| 50     | Saint Lucia                                      | 617                                                                              | 238             | 166,526       | 270                | 699                | ngày 10 tháng 5 năm 2010                                               | Preliminary 2010 census result Lưu trữ ngày 30 tháng 8 năm 2011 tại Wayback Machine  |
| 51     | Anh Quốc                                         | 242,910                                                                          | 94              | 64,105,700    | 262                | 679                | ngày 1 tháng 7 năm 2013                                                | Annual official estimate                                                             |
| 52     | Saint Vincent và Grenadines                      | 389                                                                              | 150             | 100,892       | 259                | 671                | ngày 1 tháng 7 năm 2009                                                | Official estimate Lưu trữ ngày 2 tháng 6 năm 2013 tại Wayback Machine                |
| 53     | Trinidad và Tobago                               | 5,155                                                                            | 2               | 1,328,019     | 258                | 668                | ngày 9 tháng 1 năm 2011                                                | 2011 census result Lưu trữ ngày 2 tháng 5 năm 2013 tại Wayback Machine               |
| 54     | Guadeloupe (Pháp)                                | 1,630                                                                            | 1               | 403,355       | 247                | 640                | ngày 1 tháng 1 năm 2010                                                | Official estimate                                                                    |
| 55     | Jamaica                                          | 10,991                                                                           | 4               | 2,711,476     | 247                | 640                | ngày 31 tháng 12 năm 2012                                              | Official estimate                                                                    |
| 56     | Pakistan                                         | 803.940                                                                          | 310.403         | 239.729.520   | 298                | 772                | tháng 5 17, 2025                                                       | Official ngườiulation clockLưu trữ ngày 25 tháng 12 năm 2018 tại Wayback Machine     |
| 57     | Liechtenstein                                    | 160                                                                              | 62              | 36,842        | 230                | 596                | ngày 31 tháng 12 năm 2012                                              | Official estimate Lưu trữ ngày 31 tháng 3 năm 2014 tại Wayback Machine               |
| 58     | Đức                                              | 357,123                                                                          | 138             | 80,781,000    | 226                | 585                | ngày 30 tháng 11 năm 2013                                              | Monthly official estimate Lưu trữ ngày 24 tháng 9 năm 2015 tại Wayback Machine       |
| 59     | Quần đảo Cayman (UK)                             | 259                                                                              | 100             | 55,456        | 214                | 554                | ngày 10 tháng 10 năm 2010                                              | Final 2010 census result Lưu trữ ngày 21 tháng 9 năm 2013 tại Wayback Machine        |
| 60     | Luxembourg                                       | 2,586                                                                            | 1               | 537,000       | 208                | 539                | ngày 31 tháng 12 năm 2012                                              | Official estimate                                                                    |
| 61     | Ý                                                | 301,308                                                                          | 116             | 60,762,320    | 202                | 523                | ngày 28 tháng 2 năm 2014                                               | Monthly official estimate Lưu trữ ngày 1 tháng 10 năm 2018 tại Wayback Machine       |
| 62     | Kuwait                                           | 17,818                                                                           | 7               | 3,582,054     | 201                | 521                | ngày 31 tháng 12 năm 2010                                              | Official estimate                                                                    |
| 63     | Seychelles                                       | 455                                                                              | 176             | 90,945        | 200                | 518                | ngày 26 tháng 8 năm 2010                                               | Final 2010 census result Lưu trữ ngày 21 tháng 2 năm 2012 tại Wayback Machine        |
| 64     | Thụy Sĩ                                          | 41,285                                                                           | 16              | 8,183,800     | 198                | 513                | ngày 30 tháng 6 năm 2014                                               | Quarterly provisional figure                                                         |
| 65     | Cộng hòa Dominica                                | 47,875                                                                           | 18              | 9,445,281     | 197                | 510                | ngày 1 tháng 12 năm 2010                                               | Final 2010 census result Lưu trữ ngày 4 tháng 4 năm 2013 tại Wayback Machine         |
| 66     | CHDCND Triều Tiên                                | 122,762                                                                          | 47              | 24,052,231    | 196                | 508                | ngày 1 tháng 10 năm 2008                                               | Final 2008 census result Lưu trữ ngày 31 tháng 3 năm 2010 tại Wayback Machine        |
| 67     | Quần đảo Virgin (Anh) (UK)                       | 151                                                                              | 58              | 29,537        | 196                | 508                | 2010                                                                   | Official estimate Lưu trữ ngày 25 tháng 5 năm 2002 tại Wayback Machine               |
| 68     | Antigua và Barbuda                               | 442                                                                              | 171             | 86,295        | 195                | 505                | ngày 27 tháng 5 năm 2011                                               | Preliminary 2011 census result                                                       |
| 69     | Nigeria                                          | 923,768                                                                          | 357             | 178,517,000   | 193                | 500                | ngày 1 tháng 7 năm 2014                                                | UN projection                                                                        |
| 70     | Saint Kitts và Nevis                             | 270                                                                              | 104             | 51,970        | 192                | 497                | ngày 1 tháng 7 năm 2009                                                | Official estimate Lưu trữ ngày 2 tháng 6 năm 2013 tại Wayback Machine                |
| 71     | São Tomé và Príncipe                             | 1,001                                                                            | 0               | 187,356       | 187                | 484                | ngày 13 tháng 5 năm 2012                                               | 2012 census result                                                                   |
| 72     | Nepal                                            | 147,181                                                                          | 57              | 26,494,504    | 180                | 466                | ngày 22 tháng 6 năm 2011                                               | Final 2011 census result Lưu trữ ngày 17 tháng 7 năm 2013 tại Wayback Machine        |
| 73     | Qatar                                            | 11,571                                                                           | 4               | 2,024,707     | 175                | 453                | ngày 31 tháng 10 năm 2013                                              | Monthly official estimate Lưu trữ ngày 30 tháng 11 năm 2012 tại Wayback Machine      |
| 74     | Gambia                                           | 10,690                                                                           | 4               | 1,849,000     | 173                | 448                | ngày 1 tháng 7 năm 2010                                                | UN estimate                                                                          |
| 75     | Kosovo                                           | 10,910                                                                           | 4               | 1,815,606     | 166                | 430                | ngày 31 tháng 12 năm 2012                                              | Official estimate                                                                    |
| 76     | Andorra                                          | 464                                                                              | 179             | 76,246        | 164                | 425                | 2012                                                                   | Official estimate Lưu trữ ngày 13 tháng 11 năm 2017 tại Wayback Machine              |
| 77     | Uganda                                           | 241,551                                                                          | 93              | 36,600,000    | 152                | 394                | ngày 1 tháng 7 năm 2014                                                | Annual official estimate                                                             |
| 78     | Đảo Man (UK)                                     | 572                                                                              | 221             | 84,497        | 148                | 383                | ngày 27 tháng 3 năm 2011                                               | 2011 census result                                                                   |
| 79     | Kiribati                                         | 726                                                                              | 280             | 106,461       | 147                | 381                | ngày 1 tháng 7 năm 2013                                                | Official estimate                                                                    |
| 80     | Síp                                              | 5,896                                                                            | 2               | 862,000       | 146                | 378                | ngày 31 tháng 12 năm 2011                                              | Official estimate                                                                    |
| 81     | Tonga                                            | 720                                                                              | 278             | 104,270       | 145                | 376                | ngày 1 tháng 7 năm 2013                                                | Official estimate                                                                    |
| 82     | Liên bang Micronesia                             | 701                                                                              | 271             | 101,351       | 145                | 376                | ngày 1 tháng 7 năm 2013                                                | Official estimate                                                                    |
| 83     | Guatemala                                        | 108,889                                                                          | 42              | 15,806,675    | 145                | 376                | ngày 30 tháng 6 năm 2014                                               | Annual Official estimate Lưu trữ ngày 14 tháng 3 năm 2014 tại Wayback Machine        |
| 84     | China                                            | 9.640.821                                                                        | 3.722.342       | 1.429.197.080 | 148                | 384                | tháng 5 17, 2025                                                       | [data.stats.gov.cn/ Official ngườiulation clock]                                     |
| 85     | Tokelau (NZ)                                     | 10                                                                               | 4               | 1,411         | 141                | 365                | ngày 18 tháng 10 năm 2011                                              | Final 2011 census result Lưu trữ ngày 15 tháng 8 năm 2012 tại Wayback Machine        |
| 86     | Anguilla (UK)                                    | 96                                                                               | 37              | 13,452        | 140                | 363                | ngày 11 tháng 5 năm 2011                                               | Preliminary 2011 census result                                                       |
| 87     | Cộng hòa Séc                                     | 78,867                                                                           | 30              | 10,517,400    | 133                | 344                | ngày 1 tháng 4 năm 2014                                                | Quarterly official estimate Lưu trữ ngày 10 tháng 3 năm 2016 tại Wayback Machine     |
| 88     | Đan Mạch                                         | 43,098                                                                           | 17              | 5,639,719     | 131                | 339                | ngày 1 tháng 10 năm 2014                                               | Quarterly official estimate                                                          |
| 89     | Thái Lan                                         | 513,120                                                                          | 198             | 65,926,261    | 131                | 339                | ngày 1 tháng 4 năm 2014                                                | 2010 census result Lưu trữ ngày 25 tháng 9 năm 2015 tại Wayback Machine              |
| 90     | Indonesia                                        | 1.910.931                                                                        | 737.815         | 252,164,800   | 132                | 342                | ngày 1 tháng 9 năm 2010                                                | Official projection Lưu trữ ngày 25 tháng 12 năm 2018 tại Wayback Machine            |
| 91     | Ba Lan                                           | 312,685                                                                          | 121             | 38,496,000    | 123                | 319                | ngày 31 tháng 12 năm 2013                                              | Official estimate                                                                    |
| 92     | Cabo Verde                                       | 4,033                                                                            | 2               | 491,875       | 122                | 316                | ngày 16 tháng 6 năm 2010                                               | Final 2010 census result Lưu trữ ngày 3 tháng 10 năm 2012 tại Wayback Machine        |
| 93     | Malawi                                           | 118,484                                                                          | 46              | 14,388,600    | 121                | 313                | ngày 1 tháng 7 năm 2011                                                | Official estimate                                                                    |
| 94     | Quần đảo Bắc Mariana (Hoa Kỳ)                    | 457                                                                              | 176             | 53,883        | 118                | 306                | ngày 1 tháng 4 năm 2010                                                | Final 2010 census result                                                             |
| 95     | Pháp                                             | 543,965                                                                          | 210             | 64,149,000    | 118                | 306                | ngày 1 tháng 10 năm 2014                                               | Monthly official estimate                                                            |
| 96     | Syria                                            | 185,180                                                                          | 71              | 21,377,000    | 115                | 298                | ngày 31 tháng 12 năm 2011                                              | Official estimate                                                                    |
| 97     | Bồ Đào Nha                                       | 92,090                                                                           | 36              | 10,562,178    | 115                | 298                | ngày 21 tháng 3 năm 2011                                               | Final 2011 census result                                                             |
| 98     | Slovakia                                         | 49,036                                                                           | 19              | 5,410,728     | 110                | 285                | ngày 31 tháng 3 năm 2013                                               | Official estimate Lưu trữ ngày 2 tháng 2 năm 2017 tại Wayback Machine                |
| 99     | Togo                                             | 56,600                                                                           | 22              | 6,191,155     | 109                | 282                | ngày 6 tháng 11 năm 2010                                               | Final 2010 census result                                                             |
| 100    | Azerbaijan                                       | 86,600                                                                           | 33              | 9,477,100     | 109                | 282                | ngày 31 tháng 12 năm 2013                                              | Official estimate                                                                    |
| 101    | Hungary                                          | 93,029                                                                           | 36              | 9,877,365     | 106                | 275                | ngày 1 tháng 1 năm 2014                                                | Annual official estimate                                                             |
| 102    | Moldova                                          | 33,843                                                                           | 13              | 3,559,500     | 105                | 272                | ngày 1 tháng 1 năm 2012                                                | Official estimate                                                                    |
| 103    | Ghana                                            | 238,533                                                                          | 92              | 24,658,823    | 103                | 267                | ngày 26 tháng 9 năm 2010                                               | Final 2010 census result Lưu trữ ngày 24 tháng 9 năm 2015 tại Wayback Machine        |
| 104    | Cuba                                             | 109,886                                                                          | 42              | 11,163,934    | 102                | 264                | ngày 15 tháng 9 năm 2012                                               | Preliminary 2012 census result Lưu trữ ngày 18 tháng 7 năm 2013 tại Wayback Machine  |
| 105    | Armenia                                          | 29,743                                                                           | 11              | 3,024,100     | 102                | 264                | 2012                                                                   | Official estimate                                                                    |
| 106    | Slovenia                                         | 20,273                                                                           | 8               | 2.094.973     | 103                | 268                | tháng 5 17, 2025                                                       | Official ngườiulation clock Lưu trữ ngày 18 tháng 6 năm 2009 tại Wayback Machine     |
| 107    | Áo                                               | 83,879                                                                           | 32              | 8,572,895     | 102                | 264                | ngày 1 tháng 10 năm 2014                                               | Official quarterly estimate                                                          |
| 108    | Thổ Nhĩ Kỳ                                       | 783,562                                                                          | 303             | 77,695,904    | 101                | 262                | ngày 31 tháng 12 năm 2014                                              | Official estimate Lưu trữ ngày 1 tháng 9 năm 2015 tại Wayback Machine                |
| 109    | UAE                                              | 83,600                                                                           | 32              | 8,264,070     | 99                 | 256                | 2010                                                                   | Official estimate Lưu trữ ngày 8 tháng 10 năm 2013 tại Wayback Machine               |
| 110    | Albania                                          | 28,703                                                                           | 11              | 2,821,977     | 98                 | 254                | ngày 1 tháng 10 năm 2011                                               | 2011 census result Lưu trữ ngày 14 tháng 11 năm 2014 tại Wayback Machine             |
| 111    | Dominica                                         | 739                                                                              | 285             | 71,293        | 96                 | 249                | ngày 14 tháng 5 năm 2011                                               | Preliminary 2011 census result Lưu trữ ngày 8 tháng 6 năm 2019 tại Wayback Machine   |
| 112    | Tây Ban Nha                                      | 503,783                                                                          | 195             | 46,609,700    | 93                 | 241                | ngày 1 tháng 7 năm 2013                                                | Official estimate                                                                    |
| 113    | Serbia                                           | 77,474                                                                           | 30              | 7,146,759     | 92                 | 238                | ngày 1 tháng 1 năm 2014                                                | Official estimate Lưu trữ ngày 25 tháng 12 năm 2015 tại Wayback Machine              |
| 114    | Bénin                                            | 112,622                                                                          | 43              | 10,323,000    | 92                 | 238                | ngày 1 tháng 7 năm 2013                                                | UN estimate                                                                          |
| 115    | Costa Rica                                       | 51,100                                                                           | 20              | 4,667,096     | 91                 | 236                | 2013                                                                   | Official estimate Lưu trữ ngày 27 tháng 3 năm 2012 tại Wayback Machine               |
| 116    | Malaysia                                         | 330,803                                                                          | 128             | 35.506.000    | 107                | 278                | tháng 5 17, 2025                                                       | Official ngườiulation clock Lưu trữ ngày 5 tháng 12 năm 2013 tại Wayback Machine     |
| 117    | Bắc Síp                                          | 3.355                                                                            | 1.295           | 294,906       | 88                 | 228                | ngày 4 tháng 12 năm 2011                                               | 2011 census result                                                                   |
| 118    | Bản mẫu:Data Egypt                               | Official ngườiulation clock                                                      |                 |               |                    |                    |                                                                        |                                                                                      |
| 119    | Sierra Leone                                     | 71,740                                                                           | 28              | 6,092,000     | 85                 | 220                | ngày 1 tháng 7 năm 2013                                                | UN estimate                                                                          |
| 120    | România                                          | 238,391                                                                          | 92              | 20,121,641    | 84                 | 218                | ngày 20 tháng 10 năm 2011                                              | Final 2011 census result Lưu trữ ngày 17 tháng 7 năm 2013 tại Wayback Machine        |
| 121    | Campuchia                                        | 181,035                                                                          | 70              | 15,184,116    | 84                 | 218                | ngày 1 tháng 7 năm 2014                                                | Official annual projection                                                           |
| 122    | Hy Lạp                                           | 131,957                                                                          | 51              | 11,123,034    | 84                 | 218                | ngày 31 tháng 12 năm 2012                                              | Official estimate                                                                    |
| 123    | Ethiopia                                         | 1.063.652                                                                        | 410.678         | 87,952,991    | 83                 | 215                | ngày 1 tháng 7 năm 2014                                                | Official projection Lưu trữ ngày 17 tháng 10 năm 2015 tại Wayback Machine            |
| 124    | Iraq                                             | 434,128                                                                          | 168             | 36,004,552    | 83                 | 215                | ngày 1 tháng 7 năm 2014                                                | Annual official projection Lưu trữ ngày 8 tháng 2 năm 2014 tại Wayback Machine       |
| 125    | Bắc Macedonia                                    | 25,713                                                                           | 10              | 2,062,294     | 80                 | 207                | ngày 31 tháng 12 năm 2012                                              | Official estimate                                                                    |
| 126    | Kenya                                            | 581,834                                                                          | 225             | 45,546,000    | 78                 | 202                | ngày 1 tháng 7 năm 2014                                                | UN projection                                                                        |
| 127    | Myanmar                                          | 676,577                                                                          | 261             | 51,419,420    | 76                 | 197                | ngày 29 tháng 3 năm 2014                                               | Preliminary 2014 census result                                                       |
| 128    | Croatia                                          | 56,542                                                                           | 22              | 4,290,612     | 76                 | 197                | ngày 31 tháng 3 năm 2011                                               | 2011 census result                                                                   |
| 129    | Polynésie thuộc Pháp (Pháp)                      | 3,521                                                                            | 1               | 268,270       | 76                 | 197                | ngày 22 tháng 8 năm 2012                                               | Preliminary 2012 census result Lưu trữ ngày 21 tháng 2 năm 2014 tại Wayback Machine  |
| 130    | Honduras                                         | 112,088                                                                          | 43              | 8,385,072     | 75                 | 194                | 2012                                                                   | Official estimate Lưu trữ ngày 17 tháng 10 năm 2010 tại Wayback Machine              |
| 131    | Ukraina                                          | 603,628                                                                          | 233             | 45,377,581    | 75                 | 194                | ngày 1 tháng 4 năm 2014                                                | Monthly official estimate                                                            |
| 132    | Bosna và Hercegovina                             | 51,209                                                                           | 20              | 3,839,737     | 75                 | 194                | ngày 30 tháng 6 năm 2011                                               | Official estimate Lưu trữ ngày 23 tháng 9 năm 2015 tại Wayback Machine               |
| 133    | Bản mẫu:Data Morocco                             | Official ngườiulation clock                                                      |                 |               |                    |                    |                                                                        |                                                                                      |
| 134    | Bản mẫu:Data Jordan                              | Official ngườiulation clock Lưu trữ ngày 17 tháng 1 năm 2012 tại Wayback Machine |                 |               |                    |                    |                                                                        |                                                                                      |
| 135    | Bờ Biển Ngà                                      | 322,921                                                                          | 125             | 23,202,000    | 72                 | 186                | 2012                                                                   | Official estimate                                                                    |
| 136    | Eswatini                                         | 17,364                                                                           | 7               | 1,250,000     | 72                 | 186                | ngày 1 tháng 7 năm 2013                                                | UN estimate                                                                          |
| 137    | Đông Timor                                       | 14,919                                                                           | 6               | 1,066,409     | 71                 | 184                | ngày 11 tháng 7 năm 2010                                               | Final 2010 census result Lưu trữ ngày 16 tháng 8 năm 2012 tại Wayback Machine        |
| 138    | Sénégal                                          | 196,722                                                                          | 76              | 13,567,338    | 69                 | 179                | 2013                                                                   | Official estimate Lưu trữ ngày 17 tháng 1 năm 2012 tại Wayback Machine               |
| 139    | Uzbekistan                                       | 444,103                                                                          | 171             | 30,492,800    | 69                 | 179                | ngày 1 tháng 1 năm 2014                                                | Official estimate Lưu trữ ngày 23 tháng 7 năm 2014 tại archive.today                 |
| 140    | Lesotho                                          | 30,355                                                                           | 12              | 2,074,000     | 68                 | 176                | ngày 1 tháng 7 năm 2013                                                | UN estimate                                                                          |
| 141    | Brunei                                           | 5,765                                                                            | 2               | 393,162       | 68                 | 176                | ngày 20 tháng 6 năm 2011                                               | Preliminary 2011 census result Lưu trữ ngày 10 tháng 10 năm 2012 tại Wayback Machine |
| 142    | Samoa                                            | 2,831                                                                            | 1               | 187,820       | 66                 | 171                | ngày 7 tháng 11 năm 2011                                               | Final 2011 census result                                                             |
| 143    | Tunisia                                          | 163,610                                                                          | 63              | 10,777,500    | 66                 | 171                | ngày 1 tháng 7 năm 2012                                                | Official estimate Lưu trữ ngày 17 tháng 11 năm 2020 tại Wayback Machine              |
| 144    | Bulgaria                                         | 111,002                                                                          | 43              | 7,282,041     | 66                 | 171                | ngày 31 tháng 12 năm 2012                                              | Official estimate Lưu trữ ngày 13 tháng 11 năm 2012 tại Wayback Machine              |
| 145    | Caribe Hà Lan (Hà Lan)                           | 322                                                                              | 124             | 21,133        | 66                 | 171                | ngày 1 tháng 1 năm 2011                                                | Official estimate                                                                    |
| 146    | Đảo Norfolk (Australia)                          | 35                                                                               | 14              | 2,302         | 66                 | 171                | ngày 9 tháng 8 năm 2011                                                | 2011 census result Lưu trữ ngày 3 tháng 3 năm 2016 tại Wayback Machine               |
| 147    | Ireland                                          | 70,273                                                                           | 27              | 4,585,400     | 65                 | 168                | April 2012                                                             | Official estimate                                                                    |
| 148    | Gruzia                                           | 69,700                                                                           | 27              | 4,490,500     | 64                 | 166                | ngày 1 tháng 1 năm 2014                                                | Official estimate                                                                    |
| 149    | Burkina Faso                                     | 270,764                                                                          | 105             | 17,322,796    | 64                 | 166                | 2013                                                                   | Official estimate Lưu trữ ngày 14 tháng 8 năm 2012 tại Wayback Machine               |
| 150    | Quần đảo Turks và Caicos (UK)                    | 497                                                                              | 192             | 31,458        | 63                 | 163                | ngày 25 tháng 1 năm 2012                                               | 2012 census result                                                                   |
| 151    | Quần đảo Cook (NZ)                               | 237                                                                              | 92              | 14,974        | 63                 | 163                | ngày 1 tháng 12 năm 2011                                               | Final 2011 census result Lưu trữ ngày 2 tháng 5 năm 2013 tại Wayback Machine         |
| 152    | Ecuador                                          | 255,595                                                                          | 99              | 18.534.100    | 73                 | 188                | tháng 5 17, 2025                                                       | Official ngườiulation clock Lưu trữ ngày 21 tháng 1 năm 2013 tại Wayback Machine     |
| 153    | México                                           | 1.967.138                                                                        | 759.516         | 119,713,203   | 61                 | 158                | ngày 1 tháng 7 năm 2014                                                | Official estimate Lưu trữ ngày 7 tháng 8 năm 2013 tại Wayback Machine                |
| 154    | Guinea Xích Đạo                                  | 28,051                                                                           | 11              | 1,622,000     | 58                 | 150                | 2010                                                                   | Official estimate Lưu trữ ngày 7 tháng 1 năm 2019 tại Wayback Machine                |
| 155    | Tajikistan                                       | 143,100                                                                          | 55              | 8,160,000     | 57                 | 148                | ngày 1 tháng 1 năm 2014                                                | Official estimate Lưu trữ ngày 6 tháng 3 năm 2012 tại Wayback Machine                |
| 156    | Yemen                                            | 455,000                                                                          | 176             | 24,527,000    | 54                 | 140                | 2012                                                                   | Official estimate Lưu trữ ngày 23 tháng 9 năm 2015 tại Wayback Machine               |
| 157    | Eritrea                                          | 121,100                                                                          | 47              | 6,333,000     | 52                 | 135                | ngày 1 tháng 7 năm 2013                                                | UN estimate                                                                          |
| 158    | Tanzania                                         | 883,749                                                                          | 341             | 44,928,923    | 51                 | 132                | ngày 26 tháng 8 năm 2012                                               | 2012 census result Lưu trữ ngày 15 tháng 10 năm 2013 tại Wayback Machine             |
| 159    | Nicaragua                                        | 121,428                                                                          | 47              | 6,071,045     | 50                 | 129                | ngày 30 tháng 6 năm 2012                                               | Official estimate Lưu trữ ngày 2 tháng 5 năm 2013 tại Wayback Machine                |
| 160    | Montserrat (UK)                                  | 102                                                                              | 39              | 4,922         | 48                 | 124                | ngày 12 tháng 5 năm 2011                                               | 2011 census result Lưu trữ ngày 3 tháng 4 năm 2019 tại Wayback Machine               |
| 161    | Wallis và Futuna (Pháp)                          | 274                                                                              | 106             | 13,135        | 48                 | 124                | ngày 1 tháng 7 năm 2013                                                | Official estimate                                                                    |
| 162    | Bản mẫu:Data Iran                                | Official ngườiulation clock                                                      |                 |               |                    |                    |                                                                        |                                                                                      |
| 163    | Fiji                                             | 18,333                                                                           | 7               | 858,038       | 47                 | 122                | ngày 1 tháng 7 năm 2012                                                | Official estimate Lưu trữ ngày 13 tháng 11 năm 2011 tại Wayback Machine              |
| 164    | Panama                                           | 74,177                                                                           | 29              | 3,405,813     | 46                 | 119                | ngày 16 tháng 5 năm 2010                                               | Final 2010 census result Lưu trữ ngày 7 tháng 3 năm 2011 tại Wayback Machine         |
| 165    | Belarus                                          | 207,600                                                                          | 80              | 9,469,200     | 46                 | 119                | ngày 1 tháng 7 năm 2014                                                | Quarterly official estimate Lưu trữ ngày 29 tháng 7 năm 2014 tại Wayback Machine     |
| 166    | Litva                                            | 65,300                                                                           | 25              | 2,944,459     | 45                 | 117                | ngày 1 tháng 1 năm 2014                                                | Monthly official estimate Lưu trữ ngày 19 tháng 8 năm 2010 tại Wayback Machine       |
| 167    | Montenegro                                       | 13,812                                                                           | 5               | 620,029       | 45                 | 117                | ngày 1 tháng 4 năm 2011                                                | Final 2011 census result                                                             |
| 168    | Cameroon                                         | 466,050                                                                          | 180             | 20,386,799    | 44                 | 114                | 2012                                                                   | Official estimate Lưu trữ ngày 17 tháng 5 năm 2018 tại Wayback Machine               |
| 169    | Guinée                                           | 245,857                                                                          | 95              | 10,628,972    | 43                 | 111                | 2015                                                                   | Official estimate                                                                    |
| 170    | Nam Phi                                          | 1.220.813                                                                        | 471.359         | 52,981,991    | 43                 | 111                | ngày 1 tháng 7 năm 2013                                                | Official estimate                                                                    |
| 171    | Palau                                            | 488                                                                              | 188             | 20,901        | 43                 | 111                | ngày 1 tháng 7 năm 2013                                                | Official estimate                                                                    |
| 172    | Guiné-Bissau                                     | 36,125                                                                           | 14              | 1,520,830     | 42                 | 109                | ngày 1 tháng 3 năm 2009                                                | Final 2009 census result Lưu trữ ngày 3 tháng 2 năm 2011 tại Wayback Machine         |
| 173    | Bản mẫu:Data Colombia                            | Official ngườiulation clock Lưu trữ ngày 14 tháng 1 năm 2012 tại Wayback Machine |                 |               |                    |                    |                                                                        |                                                                                      |
| 174    | Afghanistan                                      | 645,807                                                                          | 249             | 25,500,100    | 39                 | 101                | ngày 1 tháng 1 năm 2013                                                | Official estimate Lưu trữ ngày 18 tháng 9 năm 2012 tại Wayback Machine               |
| 175    | Quần đảo Cocos (Keeling) (Australia)             | 14                                                                               | 5               | 550           | 39                 | 101                | ngày 9 tháng 8 năm 2011                                                | 2011 census result                                                                   |
| 176    | Djibouti                                         | 23,000                                                                           | 9               | 864,618       | 38                 | 98                 | ngày 1 tháng 7 năm 2011                                                | Official estimate                                                                    |
| 177    | Liberia                                          | 97,036                                                                           | 37              | 3,476,608     | 36                 | 93                 | ngày 21 tháng 3 năm 2008                                               | Final 2008 census result                                                             |
| 178    | Madagascar                                       | 587,041                                                                          | 227             | 20,696,070    | 35                 | 91                 | 2011                                                                   | Official estimate Lưu trữ ngày 20 tháng 5 năm 2011 tại Wayback Machine               |
| 179    | Saint Helena (UK)                                | 122                                                                              | 47              | 4,255         | 35                 | 91                 | ngày 10 tháng 2 năm 2008                                               | Preliminary 2008 census result Lưu trữ ngày 29 tháng 6 năm 2014 tại Wayback Machine  |
| 180    | Quần đảo Faroe (Đan Mạch)                        | 1,399                                                                            | 1               | 48,244        | 34                 | 88                 | ngày 1 tháng 4 năm 2013                                                | Monthly official estimate                                                            |
| 181    | Zimbabwe                                         | 390,757                                                                          | 151             | 12,973,808    | 33                 | 85                 | ngày 17 tháng 8 năm 2012                                               | Preliminary 2012 census result Lưu trữ ngày 3 tháng 9 năm 2013 tại Wayback Machine   |
| 182    | United States                                    | 9.833.517                                                                        | 3.796.742       | 339.931.213   | 35                 | 90                 | tháng 5 17, 2025                                                       | Official ngườiulation clock                                                          |
| 183    | Venezuela                                        | 916,445                                                                          | 354             | 28,946,101    | 32                 | 83                 | ngày 30 tháng 10 năm 2011                                              | Preliminary 2011 census result Lưu trữ ngày 2 tháng 10 năm 2013 tại Wayback Machine  |
| 184    | Latvia                                           | 64,562                                                                           | 25              | 2,005,200     | 31                 | 80                 | ngày 1 tháng 1 năm 2014                                                | Monthly official estimate Lưu trữ ngày 28 tháng 6 năm 2013 tại Wayback Machine       |
| 185    | Mozambique                                       | 799,380                                                                          | 309             | 23,700,715    | 30                 | 78                 | 2012                                                                   | Official estimate                                                                    |
| 186    | Cộng hòa Dân chủ Congo                           | 2.345.095                                                                        | 905.446         | 69,360,000    | 30                 | 78                 | ngày 1 tháng 7 năm 2014                                                | UN projection                                                                        |
| 187    | Kyrgyzstan                                       | 199,945                                                                          | 77              | 5,895,100     | 29                 | 75                 | 2015                                                                   | Official estimate                                                                    |
| 188    | Estonia                                          | 45,339                                                                           | 18              | 1,313,271     | 29                 | 75                 | ngày 1 tháng 1 năm 2015                                                | Official estimate Lưu trữ ngày 23 tháng 11 năm 2012 tại Wayback Machine              |
| 189    | Lào                                              | 236,800                                                                          | 91              | 6,580,800     | 28                 | 73                 | 2013                                                                   | Official estimate Lưu trữ ngày 17 tháng 5 năm 2012 tại Wayback Machine               |
| 190    | Bahamas                                          | 13,940                                                                           | 5               | 351,461       | 25                 | 65                 | ngày 3 tháng 5 năm 2010                                                | Final 2010 census result                                                             |
| 191    | Saint-Pierre và Miquelon (Pháp)                  | 242                                                                              | 93              | 6,081         | 25                 | 65                 | ngày 1 tháng 1 năm 2010                                                | Official estimate                                                                    |
| 192    | Brasil                                           | 8.515.767                                                                        | 3.287.956       | 202,768,562   | 24                 | 62                 | ngày 1 tháng 7 năm 2014                                                | Official estimate                                                                    |
| 193    | Perú                                             | 1.285.216                                                                        | 496.225         | 30,475,144    | 24                 | 62                 | ngày 30 tháng 6 năm 2013                                               | Official estimate Lưu trữ ngày 1 tháng 6 năm 2012 tại Wayback Machine                |
| 194    | Chile                                            | 756,096                                                                          | 292             | 16,634,603    | 22                 | 57                 | ngày 9 tháng 4 năm 2012                                                | Final 2012 census result Lưu trữ ngày 2 tháng 5 năm 2013 tại Wayback Machine         |
| 195    | Vanuatu                                          | 12,190                                                                           | 5               | 264,652       | 22                 | 57                 | ngày 1 tháng 7 năm 2013                                                | Official estimate                                                                    |
| 196    | Thụy Điển                                        | 449,964                                                                          | 174             | 9,747,355     | 22                 | 57                 | ngày 31 tháng 12 năm 2014                                              | Monthly official estimate                                                            |
| 197    | Bhutan                                           | 38,394                                                                           | 15              | 892.044       | 23,2               | 60                 | tháng 5 17, 2025                                                       | Official ngườiulation clock Lưu trữ ngày 19 tháng 3 năm 2016 tại Wayback Machine     |
| 198    | Uruguay                                          | 176,215                                                                          | 68              | 3,286,314     | 19                 | 49                 | ngày 30 tháng 9 năm 2011                                               | Final 2011 census result Lưu trữ ngày 12 tháng 1 năm 2012 tại Wayback Machine        |
| 199    | Quần đảo Åland (Phần Lan)                        | 1,552                                                                            | 1               | 28,502        | 18                 | 47                 | ngày 31 tháng 12 năm 2012                                              | Official estimate Lưu trữ ngày 15 tháng 11 năm 2016 tại Wayback Machine              |
| 200    | Quần đảo Solomon                                 | 28,370                                                                           | 11              | 515,870       | 18                 | 47                 | ngày 23 tháng 11 năm 2009                                              | 2009 census result                                                                   |
| 201    | Phần Lan                                         | 338,424                                                                          | 131             | 5,460,459     | 18                 | 47                 | ngày 30 tháng 6 năm 2014                                               | Monthly official estimate                                                            |
| 202    | Nam Sudan                                        | 644,329                                                                          | 249             | 11,296,000    | 18                 | 47                 | ngày 1 tháng 7 năm 2013                                                | UN estimate                                                                          |
| 203    | Zambia                                           | 752,612                                                                          | 291             | 13,092,666    | 17                 | 44                 | ngày 16 tháng 10 năm 2010                                              | Final 2010 census result                                                             |
| 204    | Sudan                                            | 1.839.542                                                                        | 710.251         | 30,894,000    | 17                 | 44                 | ngày 22 tháng 4 năm 2008                                               | 2008 census result Lưu trữ ngày 20 tháng 5 năm 2013 tại Wayback Machine              |
| 205    | New Zealand                                      | 270.467                                                                          | 104.428         | 5.648.198     | 21                 | 54                 | tháng 5 17, 2025                                                       | Official ngườiulation clock                                                          |
| 206    | Angola                                           | 1.246.700                                                                        | 481.354         | 20,609,294    | 17                 | 44                 | 2012                                                                   | Official estimate                                                                    |
| 207    | Paraguay                                         | 406,752                                                                          | 157             | 6,672,631     | 16                 | 41                 | 2012                                                                   | Official estimate                                                                    |
| 208    | Algérie                                          | 2.381.741                                                                        | 919.595         | 38,700,000    | 16                 | 41                 | ngày 1 tháng 1 năm 2014                                                | Official estimate Lưu trữ ngày 6 tháng 3 năm 2012 tại Wayback Machine                |
| 209    | Na Uy                                            | 323,782                                                                          | 125             | 5,063,709     | 16                 | 41                 | ngày 31 tháng 3 năm 2013                                               | Quarterly official estimate                                                          |
| 210    | Papua New Guinea                                 | 462,840                                                                          | 179             | 7,398,500     | 16                 | 41                 | ngày 1 tháng 7 năm 2013                                                | Annual official estimate                                                             |
| 211    | Đảo Giáng Sinh (Australia)                       | 137                                                                              | 53              | 2,072         | 15                 | 39                 | ngày 9 tháng 8 năm 2011                                                | 2011 census result                                                                   |
| 212    | Somalia                                          | 637,657                                                                          | 246             | 9,331,000     | 15                 | 39                 | ngày 1 tháng 7 năm 2010                                                | Official estimate                                                                    |
| 213    | Niger                                            | 1.186.408                                                                        | 458.075         | 17,129,076    | 14                 | 36                 | ngày 10 tháng 12 năm 2012                                              | Preliminary 2012 census result                                                       |
| 214    | Argentina                                        | 2.780.400                                                                        | 1.073.518       | 40,117,096    | 14                 | 36                 | ngày 27 tháng 10 năm 2010                                              | Final 2010 census result Lưu trữ ngày 24 tháng 9 năm 2015 tại Wayback Machine        |
| 215    | Belize                                           | 22,965                                                                           | 9               | 324,528       | 14                 | 36                 | ngày 12 tháng 5 năm 2010                                               | Final 2010 census result Lưu trữ ngày 27 tháng 1 năm 2016 tại Wayback Machine        |
| 216    | Ả Rập Xê Út                                      | 2.149.690                                                                        | 830.000         | 29,994,272    | 14                 | 36                 | 2013                                                                   | Annual official estimate Lưu trữ ngày 19 tháng 9 năm 2012 tại Wayback Machine        |
| 217    | Nouvelle-Calédonie (Pháp)                        | 18,575                                                                           | 7               | 258,958       | 14                 | 36                 | ngày 1 tháng 7 năm 2013                                                | Official estimate                                                                    |
| 218    | Oman                                             | 309,500                                                                          | 119             | 4,183,841     | 14                 | 36                 | ngày 9 tháng 6 năm 2015                                                | Weekly official estimate Lưu trữ ngày 30 tháng 5 năm 2014 tại Wayback Machine        |
| 219    | Cộng hoà Congo                                   | 342,000                                                                          | 132             | 4,448,000     | 13                 | 34                 | ngày 1 tháng 7 năm 2013                                                | UN estimate                                                                          |
| 220    | Mali                                             | 1.248.574                                                                        | 482.077         | 14,528,662    | 12                 | 31                 | ngày 1 tháng 4 năm 2009                                                | Final 2009 census result Lưu trữ ngày 13 tháng 4 năm 2012 tại Wayback Machine        |
| 221    | Turkmenistan                                     | 491,210                                                                          | 190             | 5,240,000     | 11                 | 28,5               | ngày 1 tháng 7 năm 2013                                                | UN estimate                                                                          |
| 222    | Bolivia                                          | 1.098.581                                                                        | 424.164         | 10,389,913    | 9                  | 23,3               | ngày 21 tháng 11 năm 2012                                              | Preliminary 2012 census result                                                       |
| 223    | Tchad                                            | 1.284.000                                                                        | 495.755         | 11,274,106    | 9                  | 23,3               | ngày 20 tháng 5 năm 2009                                               | Preliminary 2009 census result                                                       |
| 224    | Nga                                              | 17.075.400                                                                       | 6.592.849       | 143,700,000   | 8                  | 20,7               | ngày 1 tháng 1 năm 2014                                                | Official estimate Lưu trữ ngày 13 tháng 2 năm 2014 tại Wayback Machine               |
| 225    | Trung Phi                                        | 622,436                                                                          | 240             | 4,616,000     | 7                  | 18,1               | ngày 1 tháng 7 năm 2013                                                | UN estimate                                                                          |
| 226    | Gabon                                            | 267,667                                                                          | 103             | 1,672,000     | 6                  | 15,5               | ngày 1 tháng 7 năm 2013                                                | UN estimate                                                                          |
| 227    | Kazakhstan                                       | 2.724.900                                                                        | 1.052.090       | 17,186,000    | 6                  | 16                 | ngày 1 tháng 2 năm 2014                                                | Monthly official estimate Lưu trữ ngày 13 tháng 11 năm 2012 tại Wayback Machine      |
| 228    | Niue (NZ)                                        | 261                                                                              | 101             | 1,613         | 6                  | 15,5               | ngày 10 tháng 9 năm 2011                                               | Final 2011 census result                                                             |
| 229    | Guyana                                           | 214,999                                                                          | 83              | 784,894       | 4                  | 10,36              | 2010                                                                   | Official estimate Lưu trữ ngày 2 tháng 2 năm 2017 tại Wayback Machine                |
| 230    | Canada                                           | Official estimate                                                                |                 |               |                    |                    |                                                                        |                                                                                      |
| 231    | Libya                                            | 1.770.060                                                                        | 683.424         | 6,202,000     | 4                  | 10,36              | ngày 1 tháng 7 năm 2013                                                | UN estimate                                                                          |
| 232    | Botswana                                         | 581,730                                                                          | 225             | 2,024,904     | 3                  | 7,77               | ngày 22 tháng 8 năm 2011                                               | Final 2011 census result Lưu trữ ngày 25 tháng 5 năm 2013 tại Wayback Machine        |
| 233    | Mauritanie                                       | 1.030.700                                                                        | 397.955         | 3,461,041     | 3                  | 7,77               | 2013                                                                   | Official estimate Lưu trữ ngày 25 tháng 9 năm 2015 tại Wayback Machine               |
| 234    | Suriname                                         | 163,820                                                                          | 63              | 534,189       | 3                  | 7,77               | ngày 13 tháng 8 năm 2012                                               | Preliminary 2012 census result                                                       |
| 235    | Iceland                                          | 102,800                                                                          | 40              | 329,740       | 3                  | 7,77               | ngày 11 tháng 5 năm 2015                                               | Official estimate                                                                    |
| 236    | Australia                                        | 7.692.024                                                                        | 2.969.907       | 27.568.733    | 4                  | 9                  | tháng 5 17, 2025                                                       | Official estimate                                                                    |
| 237    | Guyane thuộc Pháp (Pháp)                         | 86,504                                                                           | 33              | 229,040       | 3                  | 7,77               | ngày 1 tháng 1 năm 2010                                                | Official estimate                                                                    |
| 238    | Namibia                                          | 825,118                                                                          | 319             | 2,113,077     | 3                  | 7,77               | ngày 28 tháng 8 năm 2011                                               | Final 2011 census result                                                             |
| 239    | Tây Sahara                                       | 252,120                                                                          | 97              | 640,243       | 2.41               | 6.24               | UN estimate                                                            |                                                                                      |
| 240    | Mông Cổ                                          | 1.564.100                                                                        | 603.902         | 3,424,680     | 2.19               | 5.67               | Official estimate Lưu trữ ngày 24 tháng 9 năm 2015 tại Wayback Machine |                                                                                      |
| 241    | Quần đảo Pitcairn (UK)                           | 47                                                                               | 18              | 56            | 1.19               | 3.08               | 2013 census result                                                     |                                                                                      |
| 242    | Quần đảo Falkland (UK)                           | 12,173                                                                           | 5               | 2,563         | 0.21               | 0.54               | 2012 census result                                                     |                                                                                      |
| 243    | Svalbard and Jan Mayen (Na Uy)                   | 61,399                                                                           | 24              | 2,655         | 0.048              | 0.12               | Official estimate                                                      |                                                                                      |
| 244    | Greenland (Đan Mạch)                             | 2.166.000                                                                        | 836.000         | 55,984        | 0.025              | 0.06               | Official estimate                                                      |                                                                                      |
| Thứ tự | Quốc gia (hoặc lãnh thổ phụ thuộc)               | Diện tích (km²)                                                                  | Diện tích (mi²) | Dân số        | Mật độ (người/km²) | Mật độ (người/mi²) | Ngày                                                                   | Ghi chú                                                                              |

Nguồn: Dự án Dân số Thế giới của Liên Hợp Quốc (mẫu 2004) Lưu trữ ngày 7 tháng 1 năm 2010 tại Wayback Machine. Dữ liệu của năm 2005.